# Rubus uvidus
Rubus uvidus är en rosväxtart som beskrevs av Liberty Hyde Bailey. Rubus uvidus ingår i släktet rubusar, och familjen rosväxter. Inga underarter finns listade i Catalogue of Life.